# Rajá
Rajá (fem. Rani) é a designação dada aos reis e outros governantes hereditários do subcontinente indiano. Rajá é um título proveniente da palavra rajan, que em sânscrito significa «rei». O título é inferior ao de Marajá.
Termo que designa os príncipes dos Estados que deram origem à Índia. Eram antigamente as únicas pessoas consideradas como rajás, mas sob o domínio britânico este título também foi dado a outros hindus de alta posição. A mulher do rajá chama-se rani. 